# Olegário Benquerença
Olegário Benquerença (Leiria, 1969. október 18. –) portugál nemzetközi labdarúgó-játékvezető.

## Pályafutása

### Nemzeti játékvezetés
Édesapja szintén játékvezető volt, az ő példáját követve szerezte meg a játékvezetői vizsgát, 1995-ben lett országa legmagasabb labdarúgó osztályának játékvezetője.

### Nemzetközi játékvezetés
A Portugál labdarúgó-szövetség Játékvezető Bizottsága (JB) 2001-ben terjesztette fel nemzetközi játékvezetőnek, a Nemzetközi Labdarúgó-szövetség (FIFA) bíróinak tagjai közé. Több nemzetek közötti válogatott és klubmérkőzést vezetett. 2005-ben csatlakozhatott az UEFA JB elit játékvezetőnek csoportjához.
A portugál nemzetközi játékvezetők rangsorában, a világbajnokság-Európa-bajnokság sorrendjében a 3. helyet foglalja el 13 találkozó szolgálatával.

#### Labdarúgó-világbajnokság

##### U17-es labdarúgó-világbajnokság
Dél-Korea rendezte a 2007-es U17-es labdarúgó-világbajnokságot, ahol a FIFA JB hivatalnokként foglalkoztatta.
| Időpont             | Helyszín                    | Mérkőzés típusa              | Mérkőzés              | Eredmény | Nézők száma |
| ------------------- | --------------------------- | ---------------------------- | --------------------- | -------- | ----------- |
| 2007. augusztus 24. | Civil Stadion, Ulszan       | csoportmérkőzés (B. csoport) | Észak-Korea–Új-Zéland | 1 : 0    | 6 000       |
| 2007. augusztus 20. | Baekszeok Stadion, Cseonam  | csoportmérkőzés (F. csoport) | Ciprus–Németország    | 3 : 3    | 7 741       |
| 2007. augusztus 30. | Városi Stadion, Goyang      | egyik nyolcaddöntő           | Argentína–Costa Rica  | 2 : 0    | 5 698       |
| 2007. szeptember 9. | Világbajnoki Stadion, Szöul | bronzmérkőzés                | Ghána–Németország     | 1 : 2    | 22 345      |

##### U20-as labdarúgó-világbajnokság
Egyiptom rendezte a 17., a  2009-es U20-as labdarúgó-világbajnokságot, ahol a FIFA JB Olegário Benquerença bíró mellett partbírói szolgálatra alkalmazta.
| Időpont              | Helyszín                   | Mérkőzés típusa              | Mérkőzés                         | Eredmény | Nézők száma |
| -------------------- | -------------------------- | ---------------------------- | -------------------------------- | -------- | ----------- |
| 2009. szeptember 26. | Városi Stadion, Iszmailia  | csoportmérkőzés (D. csoport) | Anglia–Uruguay                   | 0 : 1    | 12 500      |
| 2009. szeptember 30. | Városi Stadion, Alexandria | csoportmérkőzés (F. csoport) | Egyesült Arab Emírségek–Honduras | 1 : 0    | 12 000      |
| 2009. október 3.     | Városi Stadion, Alexandria | csoportmérkőzés (E. csoport) | Costa Rica–Csehország            | 2 : 3    | 9 000       |

---
2008-ban a FIFA JB bejelentette, hogy a Dél-Afrika által rendezendő világbajnokságra, a játékvezetők átmeneti listájára helyezte. A FIFA JB 2010. február 5-én kijelölte a (június 11.-július 11.) közötti dél-afrikai világbajnokságon közreműködő harminc játékvezetőt, akik Kassai Viktor és 28 társa között ott voltak a világtornán. Az érintettek március 2-6. között a Kanári-szigeteken vettek részt szemináriumon, ezt megelőzően február 26-án Zürichben orvosi vizsgálaton kellett megjelenniük. Az ellenőrző vizsgálatokon megfelelt az elvárásoknak, így a FIFA JB delegálta az utazó keretbe.
A világbajnoki döntőhöz vezető úton Németországba a XVIII., a 2006-os labdarúgó-világbajnokságra valamint Dél-Afrikába a XIX., a 2010-es labdarúgó-világbajnokságra a FIFA JB bíróként vette igénybe szolgálatát. Világbajnokságon vezetett mérkőzéseinek száma: 3.

##### 2006-os labdarúgó-világbajnokság

###### Selejtező mérkőzés
| Időpont             | Helyszín                     | Mérkőzés típusa           | Mérkőzés                    | Eredmény | Nézők száma |
| ------------------- | ---------------------------- | ------------------------- | --------------------------- | -------- | ----------- |
| 2005. június 8.     | Dinamo Stadion, Minszk       | előselejtező (5. csoport) | Fehéroroszország–Skócia     | 0 : 0    | 28 287      |
| 2005. szeptember 3. | Bilino Polje Stadion, Zenica | előselejtező (7. csoport) | Bosznia-Hercegovina–Belgium | 1 : 0    | 12 000      |
| 2005. október 12.   | Via del Mare Stadion, Lecce  | előselejtező (5. csoport) | Olaszország–Moldova         | 2 : 1    | 28 160      |

##### 2010-es labdarúgó-világbajnokság

###### Selejtező mérkőzés
| Időpont              | Helyszín                     | Mérkőzés típusa           | Mérkőzés                        | Eredmény | Nézők száma |
| -------------------- | ---------------------------- | ------------------------- | ------------------------------- | -------- | ----------- |
| 2008. szeptember 10. | Francia Stadion, Saint-Denis | előselejtező (7. csoport) | Franciaország–Szerbia           | 2 : 1    | 53 027      |
| 2009. április 1.     | Pankritio Stadion, Iráklio   | előselejtező (2. csoport) | Görögország–Izrael              | 2 : 1    | 22 794      |
| 2009. szeptember 9.  | Bilino Polje Stadion, Zenica | előselejtező (5. csoport) | Bosznia-Hercegovina–Törökország | 1 : 1    | 14 000      |
| 2009. november 18.   | Donbass Stadion, Doneck      | pótselejtező              | Ukrajna–Görögország             | 0 : 1    | 31 643      |

###### Világbajnoki mérkőzés
| Időpont          | Helyszín                          | Mérkőzés típusa              | Mérkőzés          | Eredmény | Nézők száma |
| ---------------- | --------------------------------- | ---------------------------- | ----------------- | -------- | ----------- |
| 2010. június 14. | Free State Stadion, Bloemfontein  | csoportmérkőzés (E. csoport) | Japán–Kamerun     | 1 : 0    | 30 620      |
| 2010. június 22. | Moses Mabhida Stadion, Durban     | csoportmérkőzés (B. csoport) | Dél-Korea–Nigéria | 2 : 2    | 61 874      |
| 2010. július 2.  | Soccer City Stadion, Johannesburg | egyik negyeddöntő            | Uruguay–Ghána     | 1 : 1    | 84 017      |

#### Labdarúgó-Európa-bajnokság
Az európai-labdarúgó torna döntőjéhez vezető úton Ausztriába és Svájcba a XIII., a 2008-as labdarúgó-Európa-bajnokságra az UEFA JB játékvezetőként foglalkoztatta. A 2008-as Európa-bajnokságon tartalékként, negyedik játékvezetőként volt jelen.

##### 2008-as labdarúgó-Európa-bajnokság

###### Selejtező mérkőzés
| Időpont             | Helyszín                    | Mérkőzés típusa           | Mérkőzés              | Eredmény | Nézők száma |
| ------------------- | --------------------------- | ------------------------- | --------------------- | -------- | ----------- |
| 2006. szeptember 6. | Qemal Stafa Stadion, Tirana | előselejtező (G. csoport) | Albánia–Románia       | 0 : 2    | 10 000      |
| 2007. június 6.     | Arena Stadion, Hamburg      | előselejtező (D. csoport) | Németország–Szlovákia | 2 : 1    | 51 000      |
| 2007. november 21.  | Parken Stadion, Koppenhága  | előselejtező (F. csoport) | Dánia–Izland          | 3 : 0    | 15 393      |

## Politikai aktivitása
A szocialista párt Youth szervezetében tevékenykedik.

## Szakmai sikerek
Az IFFHS (International Federation of Football History & Statistics)  1987-2011 évadokról tartott nemzetközi szavazásán 151, játékvezető besorolásával minden idők 125, legjobb bírójának rangsorolta, holtversenyben  Ali Al-Badwawi, Graham Barber, Piero Ceccarini, Martin Hansson, James McCluskey, Nicole Petignat, Alain Sars, Mark Shield és Kírosz Vasszárasz társaságában.

## Magyar kapcsolat
2004. január 25-én ő volt az a játékvezető, aki a portugál bajnoki mérkőzésen sárga lapos figyelmeztetést adott Fehér Miklós-nak, aki kicsivel később a játéktéren - nem a sárga lap miatt - összeesett és később meghalt.